# Point antisolaire

Le zénith, le nadir et les quatre points solaires du cercle solaire vertical : le point solaire (PS), le point anthélique (PA), le point subsolaire (PSS) et le point antisolaire (PAS).

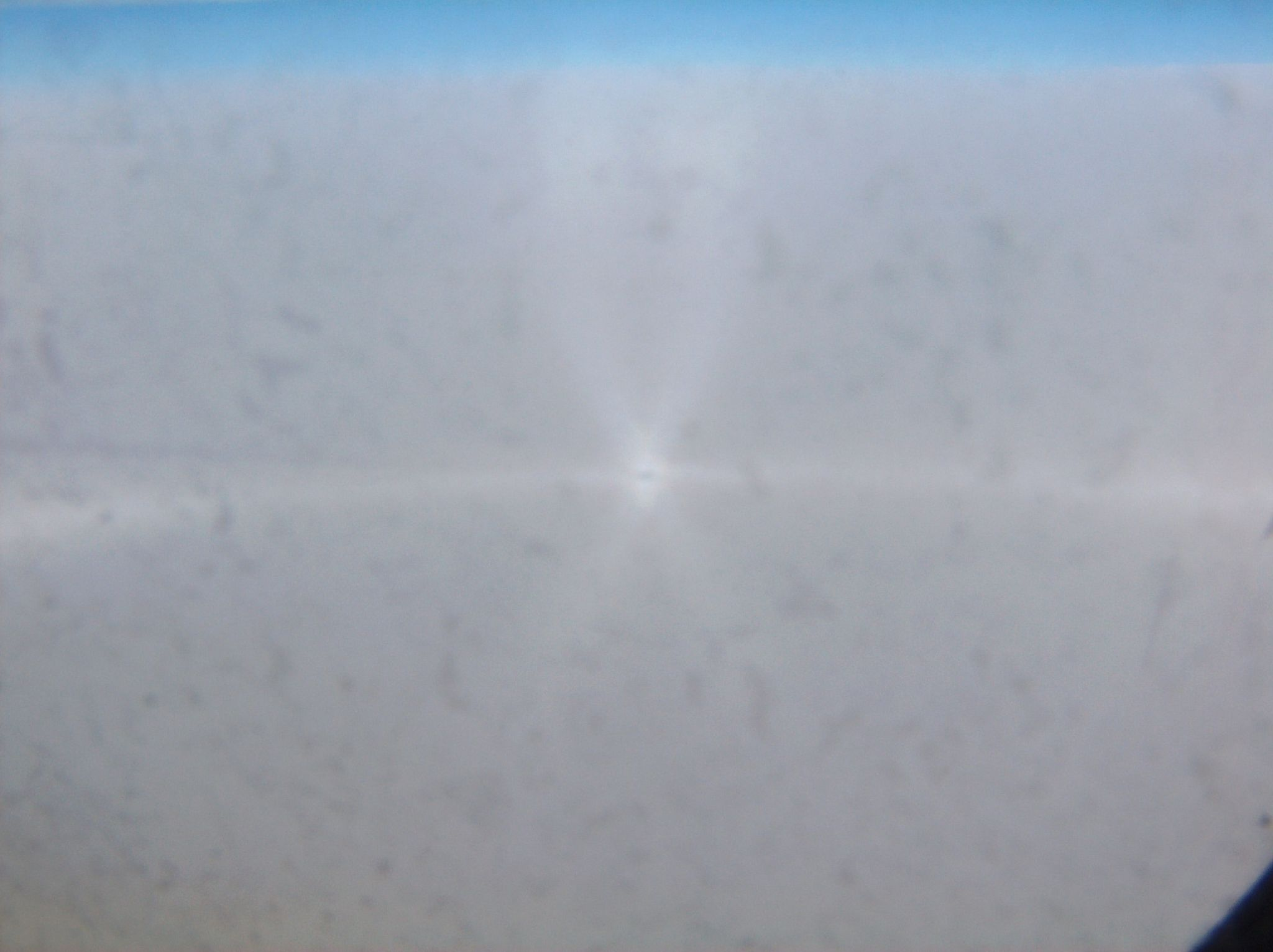
Photo centrée sur le point antisolaire montrant plusieurs halos antisolaires et situés sous l'horizon vus depuis un vol entre Bruxelles et Madrid le 7 août 2006.
Photo de Francesco De Comité.

Le point antisolaire, ou point subanthélique, est le point de la sphère céleste situé à l'exact opposé du Soleil.
Il est surtout connu pour être le centre des arcs-en-ciel.
Mais, bien que le point solaire soit lié à d'autres phénomènes optiques, il reste une construction purement géométrique où il peut très bien ne rien se trouver réellement. Le point antisolaire est un des quatre points solaires du cercle solaire vertical — le grand cercle passant par le zénith et le centre du Soleil — et un des deux points solaires du cercle subparhélique — le petit cercle parallèle à l'horizon et passant par lui et point subsolaire.

## Événements optiques liés
Il peut arriver que, lors du lever ou du coucher du Soleil, des rayons anticrépusculaires convergent au point antisolaire. Lors d'une nuit sans lune loin des villes, il est aussi souvent possible d'observer le gegenschein en ce point, résultant de la rétrodiffusion de la lumière par la poussière interplanétaire. En astronomie, lorsque la Lune ou les planètes sont en opposition, elles se trouvent près du point antisolaire.
Le point antisolaire est le centre des arcs-en-ciel,. Un observateur peut aussi facilement trouver ce point lors d'une journée ensoleillée puisqu'il se trouve en direction de l'ombre de la tête de l'observateur (pour chaque observateur, en direction de l'ombre de sa propre tête).

## Point anthélique
Le point anthélique est souvent confondu avec le point antisolaire, mais les deux doivent être distingués. Alors que le point antisolaire est directement opposé au Soleil, et donc toujours en-dessous de l'horizon lorsque le Soleil est levé, le point anthélique est à l'opposé du Soleil sur la même latitude que celui-ci, et est donc situé sur le cercle parhélique. Plusieurs phénomènes de halos centré sur le point anthélique ou convergent vers celui-ci, comme l'anthélie, les arcs de Wegener, les arcs de Trickers et le cercle parhélique lui-même,,.